# Хоккей на траве в Армении
Хоккей на траве в Армении стал культивироваться в конце 1960-х годов.  

## Советский период
Первые неудачные попытки  в середине 30-х и 50-х годов развивать хоккей на траве в Советском Союзе обошли Армянскую ССР стороной. При этом игра, похожая на него, была популярна в Армении задолго до XX века.
В 1969 году команда Армении участвовала в первых всесоюзных соревнованиях по хоккею на траве среди мужчин, которые стали предшественником чемпионата СССР. На зональном этапе армяне заняли последнее, 6-е место, проиграв все матчи: свердловскому СКА (0:1), алма-атинскому «Динамо» (0:2), московскому «Фили» (1:2), первоуральскому «Уральскому трубнику» (0:2) и калининградскому «Вымпелу» (0:1).
В первом чемпионате СССР 1970 года выступал ереванский ГИФК. На зональном этапе он набрал первые очки в истории армянского хоккея на траве, сыграв вничью со свердловским СКА (0:0) и бакинским СКИФом (0:0). Но, проиграв алма-атинскому «Динамо» (0:3), занял последнее, 4-е место.
В 1971 году ГИФК впервые пробился в финальный этап чемпионата, заняв в итоге 8-е место. В 1972 году ереванская команда, уже переименованная в СКИФ, также стала восьмой, а в 1973-м не попала в финал. После изменения формулы розыгрыша чемпионата армянские команды не играли в высшей лиге до 1983 года, после того как СКИФ, переименованный в «Буревестник» и женский «Маяк» в сезоне 1982 и 1983 гг., выиграли турнир в первой лиге. В разное время в чемпионатax CCCP играли также, разданский «Раздан», кироваканский «Лори» и «Трудовые Резервы» из Ленинакана. 
В 1979 году мужская сборная Армянской ССР заняла 7-е место на хоккейном турнире летней Спартакиады народов СССР.
Армянские юноши 18 раз становились чемпионами СССР среди игроков до 16 и 18 лет, побеждали на молодёжной Спартакиаде народов СССР.
В 1977 году в Армянской ССР стал развиваться женский хоккей на траве. В высшей лиге женского чемпионата СССР с начала 80-х годов играли ереванский «Маяк», «Лусаван» из Чаренцавана и «Гюмри» (Ленинакан).
В Ереване, Ленинакане и Раздане работали специализированные спортшколы. В Ереванском ГИФКе была создана кафедра хоккея на траве, это был единственный на тот момент вуз в мире, готовивший специалистов по хоккею на траве.
Развивался и массовый хоккей: в чемпионате Армянской ССР участвовали по 10-12 команд из Еревана, Ленинакана, Кировакана, Раздана, Севана, Октемберяна, Чаренцавана и Ахуряна.

## Период независимости
После развала СССР армянский хоккей на траве пришёл в упадок, он существует благодаря поддержке предпринимателей и работе энтузиастов, ему не хватает финансирования.
Разыгрывается чемпионат Армении по хоккею на траве среди мужчин и женщин. Федерация хоккея на траве Армении базируется в Ереване входит в Европейскую федерацию хоккея на траве и Международную федерацию хоккея на траве.
Высоким достижением на континентальном уровне стало 2-е место ереванского «Айрудзи» в дивизионе Challenge II мужского Кубка чемпионов по индорхоккею в 2014 году и выход в дивизион Challenge I.

## Известные представители

Джек Симонян парирует удар Джахангира Батта в матче Кения — Пакистан

Самым знаменитым хоккеистом армянского происхождения стал Джек Симонян (1935—2019). Его родители эмигрировали из Армении в Египет, а затем в Судан, где он и родился. Выступал за сборную Кении, участвовал в трёх летних Олимпийских играх — 1960, 1964 и 1968 годов. На последней Олимпиаде Симонян был признан лучшим голкипером турнира. В дальнейшем эмигрировал в Англию.
Уроженец Еревана Сос Айрапетян (род. 1959) выступал за сборную СССР по хоккею на траве. В 1980 году завоевал бронзовую медаль летних Олимпийских игр в Москве, в 1983 году — серебро чемпионата Европы.
В 1986 году армянский специалист Жора Мкртчян (род. 1950) был назначен старшим тренером юношеской сборной СССР по хоккею на траве.
С 2001 года одну из ведущих российских мужских команд казанское «Динамо» тренирует армянский специалист, заслуженный тренер РФ Араик Маргарян (род. 1951). В 2013 году привёл студенческую сборную России к победе на летней Универсиаде в Казани.